# Španjolski građanski rat
Španjolski građanski rat je naziv za oružani sukob koji se od 1936. do 1939. godine vodio u Španjolskoj između vlade i različitih ljevičarskih skupina na jednoj, te desničarskih i nacionalističkih pobunjenika na čelu s Franciscom Francom na drugoj strani.
U ratu su obje strane počinile mnogobrojne zločine nad ratnim zarobljenicima i civilima, a umiješale su se sve tri tadašnje totalitarističke zemlje – Njemačka, Italija i Sovjetski Savez; zemlje s liberalnim vladama su se u sukobu postavile neutralno.  Razorni građanski rat je završio porazom Druge Španjolske Republike, uz odlazak oko pola milijuna republikanaca u izbjeglištvo, te uspostavljanjem Francovog režima koji je na početku bio pod okriljem fašističke kraljevine Italije i nacističke Njemačke, ali je Franco nastavio Španjolskom vladati do svoje smrti 1975. godine, dugo nakon što su totalitarni režimi u Italiji i Njemačkoj svrgnuti.
U Španjolskoj do danas postoje ozbiljne društvene podjele i neslaganja o pitanjima vezanima uz građanski rat iz 1930.-ih godina.

## Početak rata
Uzroci rata nalaze se u društvenim i političkim previranjima koja su pogodila Španjolsku nakon proglašenja republike godine 1931. Tim previranjima je doprinos dala i velika ekonomska kriza, koja je dodatno radikalizirala velik dio španjolske radničke klase koji je prihvatio anarhizam i u manjoj mjeri komunizam. S druge strane, pokušaji republikanskih vlada da nezadovoljstvo suzbiju reformama izazvali su reakciju među konzervativnim dijelovima španjolskog društva, pogotovo među zemljoposjednicima i, što je najvažnije, vojskom.
Ti su procesi eskalirali u štrajkove, demonstracije, atentate i druge oblike političkog nasilja za vrijeme vlade desnog centra 1934. – 1936. Ona je nakon izbora u veljači 1936. zamijenjena vladom koju su činile političke stranke ljevice i centra ujedinjene u Narodnu frontu. Lijeva vlada odnijela je izbornu pobjedu upravo zahvaljujući brojčano nadmoćnim anarhistima, koji su se ovaj put unatoč svom tradicionalnom odbijanju sudjelovanja u izbornim procesima odlučili mobilizirati ne bi li spriječili daljnji napredak desnice, ali i zbog obećanja amnestije za sve političke zatvorenike. 
Nova vlada nije bila u stanju zaustaviti nasilje, kasnije poznato pod nazivom Crveni teror (španjolski: Terror Rojo), obzirom na to da su odmah po izborima u mnogim krajevima Španjolske, posebice Kataloniji i Aragonu, anarhosindikalisti organizirani unutar masovnog anarhosindikata CNT-a (procjene kažu oko 2 milijuna članova) samoinicijativno počeli preuzimati vlast nad tvornicama i javnim institucijama, oslobađati zatvorenike iz zatvora, kolektivizirati zemlju, paliti crkve te ubijati sve one koji su smatrani reakcionarima – primjerice Katolička Crkva broji čak 6832 pripadnika svojega klera pobijenih u akcijama Crvenog terora, od toga 13 biskupa, 4122 dijacezanska svećenika i sjemeništarca, 2364 redovnika i redovničkih svećenika, te 283 časne sestre – koji su najvećim dijelom ubijeni prije početka građanskog rata; na te su akcije konzervativci odgovarali vlastitim terorom.
Dana 17. srpnja 1936. godine je vojska, na čelu s generalom Joséom Sanjurjom, pokušala izvesti državni udar protiv republikanske vlade. Pokušaj je samo djelomično uspio, jer su vladi ostali odani veći dijelovi zrakoplovstva, mornarice, civilne policije, a u mnogim dijelovima zemlje su se pučistima uspješno suprotstavile različite ljevičarske i radničke milicije. Pučisti su u prvom trenutku ostvarili kontrolu samo nad ograničenim dijelom zemlje, i kada se ispostavilo da će umjesto brzog preuzimanja vlasti morati voditi građanski rat, bili u nominalno nepovoljnom položaju.
Nedugo nakon što je general Sanjurjo poginuo u avionskoj nesreći, zapovjedništvo nad pobunjenicima, koji su se počeli nazivati nacionalistima, preuzeo je general Franco. Ubrzo se pokazalo da pobuni mnogi faktori idu u prilog. 

## Tijek oružanog sukoba
Na samom početku rata je Republiku branilo preko 800 tisuća pripadnika raznih naoružanih milicija, te manji dio pripadnika regularne vojske i policijskih snaga. Prije kraja 1936. godine pridružilo se republikancima još oko 20 tisuća pripadnika Internacionalnih brigada, koje su komunističke organizacije regrutirale širom svijeta. Od stranih zemalja, vojnu pomoć je republika primala od Sovjetskog Saveza i Meksika. Veliki problem na republikanskoj strani predstavljala je nedisciplina i neorganiziranost. Dodatni problem je bio i veliki ideološki raskol na republikanskoj strani – dok je dio pristaša Republike isključivo htio obraniti demokratske institucije, anarhisti i komunisti su građanski rat shvatili kao priliku za izvođenje revolucije. Uz to je postojalo neslaganje između anarhista i komunista, a i među komunistima je postojala podjela na trockiste i staljiniste. Ti raskoli su 1938. godine eskalirali u međusobne oružane sukobe koji su bitno oslabili kako vanjskopolitički, tako i vojni položaj Republike.
Francove snage su na početku bile daleko malobrojnije – oko 160.000 vojnika i žandara (većina pripadnika žandarmerije – španj. Guardia Civil je pristupila Francu) – ali je nacionalistima na ruku išlo to što su srž njenih oružanih postrojbi činile jedinice pod zapovjedništvom profesionalnih časnika te iskusne kolonijalne trupe. Njemačka je već u prosincu 1936. godine poslala preko 5.000 dragovoljaca, velikim dijelom zrakoplovaca zajedno sa zrakoplovima; a Italija je poslala oko 50 tisuća vojnika. Prije kraja 1936. godine, pridružilo se – bez suglasnosti vlasti Republike Irske – Frankovim snagama i oko 700 antikomunističkih boraca iz Irske, koje je predvodio irski republikanski vođa i general Eoin O'Duffy.
Frankove snage su već krajem 1936. godine mogle provoditi mobilizaciju, zahvaljujući ćemu će njihove snage postepeno narasti na oko 600 tisuća pripadnika 1938. godine. U isto vrijeme će snage odane Republici u uzastopnim sukobima gubiti kontrolu teritorija i broj pripadnika, te će krajem rata spasti na oko 450 tisuća pripadnika.
Godine 1938. je republikanskoj vladi posljednja nada bilo sve izglednije izbijanje drugog svjetskog rata, koji bi Britaniju i Francusku natjerao da republikanskoj Španjolskoj pomognu kao savezniku protiv Njemačke i Italije. No, te su nade skršene minhenskim sporazumom, pa je krajem 1938. godine došlo do kolapsa morala u republikanskim redovima. Početkom 1939. Francove su snage osvojile glavno republikansko uporište u Kataloniji, što je Britance i Francuze natjeralo da priznaju Francovu vladu. U proljeće 1939. predao se Madrid, a dan kasnije i posljednji republikanski garnizon na španjolskom tlu. Time je završen španjolski građanski rat. 
Nakon poraza, oko 250.000 republikanskih vojnika se povuklo početkom 1939. godine u Francusku i predalo tamošnjim vlastima; njima se pridružilo još oko četvrt milijuna civila koji su se plašili odmazde, koja doista nije mimoišla mnoge republikance.   

## Posljedice građanskog rata
Različite procjene govore da je u Španjolskom građanskom ratu poginulo između 500.000 i milijun ljudi, što taj sukob čini jednim od najkrvavijih u modernoj europskoj povijesti. Samo dio njih poginuo je u ratnim operacijama, dok su većina bili žrtve masovnih pokolja/strijeljanja koje su nad ideološkim protivnicima činile obje zaraćene strane. 
Pobjednički Franco je dobio vlast nad razorenom i krajnje iscrpljenom državom. Godine 1940., čak i u trenutku kada je Hitlerova Njemačka bila na vrhuncu moći, Franco jednostavno nije bio u stanju vratiti uslugu i pridružiti se svom savezniku u borbi protiv zapadnih saveznika. Kasnije će Franco stabilizirati vlast u zemlji, u kojoj je tijekom naredna tri desetljeća s vremenom ojačao i gospodarski život. Međutim će zemlja tih desetljeća ipak živjeti u stanovitoj kulturnoj izolaciji. 
Španjolski građanski rat često se naziva svojevrsnom predigrom Drugog svjetskog rata, s obzirom na to da je predstavljao prvi veći oružani sukob između snaga fašizma i komunizma. Također je predstavljao dobru priliku da se u predvečerje općeg sukoba testiraju neki novi vojni koncepti, odnosno mogućnosti moderne avijacije i tenkova.  
Posljedice izrazite mržnje među sukobljenim sunarodnjacima i žrtve pale u Crvenom teroru (španjolski: Terror Rojo) i Bijelom teroru (španjolski: Represión franquista) i nakon punih 8 desetljeća izazivaju podjele među Španjolcima.
Izuzev teških ratnih razaranja, gubitka mnogih života i velikog broja invalida, Španjolska je izgubila i cjelokupne zlatne rezerve. Od 704 tona zlata kojima je španjolska država raspolagala, republikanske vlasti su poslale 510 tona zlata u Moskvu, te je Sovjetski Savez iz te vrijednosti namirio svoje isporuke ratnog materijala republikancima. Preostalih 194 tone zlata poslale su republikanske vlasti u Francusku, te i njih također u cijelosti potrošile za vođenje rata.

## Strani dragovoljci
Na obje strane je sudjelovalo mnogo dragovoljaca iz drugih zemalja.
Prema španjolskim statistikama s područja bivše Jugoslavije zabilježeno je 1664 dragovoljca na republikanskoj strani,  od čega su 48 % bili Hrvati, 23 % Slovenci, 18 % Srbi, 2,3 % Crnogorci i 1,5 % Makedonci. Makar su vlasti Kraljevine Jugoslavije sprječavale njihov povratak na svoje područje nakon kraja rata, njih 250 se uspjelo ilegalno vratiti. Od njih 130 ih je poginulo tijekom Drugog svjetskog rata u sastavu Narodnooslobodilačke vojske Jugoslavije. Tijekom završnih operacija 1945. godine, sve četiri armije Narodnooslobodilačke vojske Jugoslavije predvodili su zapovjednici koji su bili jugoslovenski dobrovoljci iz španjolskog rata (Koča Popović, Peko Dapčević, Kosta Nađ, Petar Drapšin).

## U popularnoj kulturi
Serijal romana Harryja Turtledovea s tematikom alternativne povijesti, The War That Came Early, prikazuje svijet u kojem general José Sanjurjo nije poginuo 1936., te je nastavio predvoditi nacionaliste tijekom Španjolskog građanskog rata, koji je 1938., uz Hitlerov napad na Čehoslovačku, prerastao u Drugi svjetski rat.

## Inozemne brigade
- Abraham Lincoln (brigada)

## Vanjske poveznice
Sestrinski projekti
|  | Zajednički poslužitelj ima još gradiva o temi Španjolski građanski rat |